# Pont-sur-Madon
Pont-sur-Madon è un comune francese di 163 abitanti situato nel dipartimento dei Vosgi nella regione del Grand Est.

## Società

### Evoluzione demografica
Abitanti censiti